# Cullison
Cullison är en ort i Pratt County i Kansas. Vid 2010 års folkräkning hade Cullison 101 invånare.